# John Wood (arquitecte)

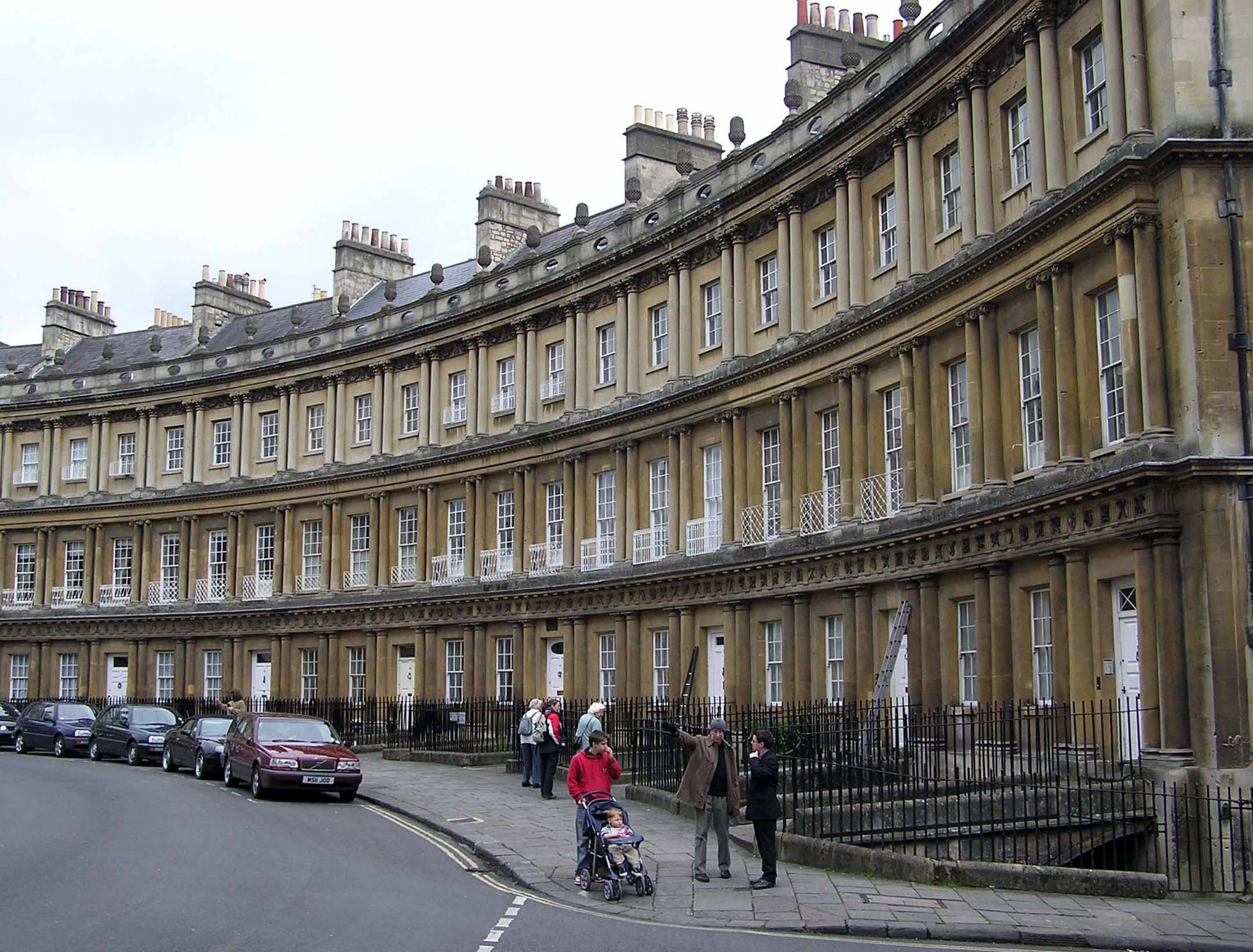
El Royal Circus, probablement la construcció més famosa de John Wood.

John Wood (Woodorkshire, Anglaterra, 1704 - Bath, Anglaterra, 23 de maig de 1754) va ser un arquitecte anglès.
El 1727 s'establí a Bath, on construí una gran part de les seves obres, la majoria de les quals segueixen les directrius de l'ordre pal·ladià, de moda en aquell moment. De les seves obre destaquen la residència Prior Park (1743) i les borses de Bristol (1740-1743) i Liverpool (1748-1755), com també la capella del castell de Capesthorne, però sobresurt el pla urbanístic de Bath, amb els edificis formant cercles, com el Royal Circus, que acabà de construir el seu fill, al qual es deu el Royal Crescent, que segueix els esquemes del pare i que fou força imitat posteriorment.

## La seva obra en imatges

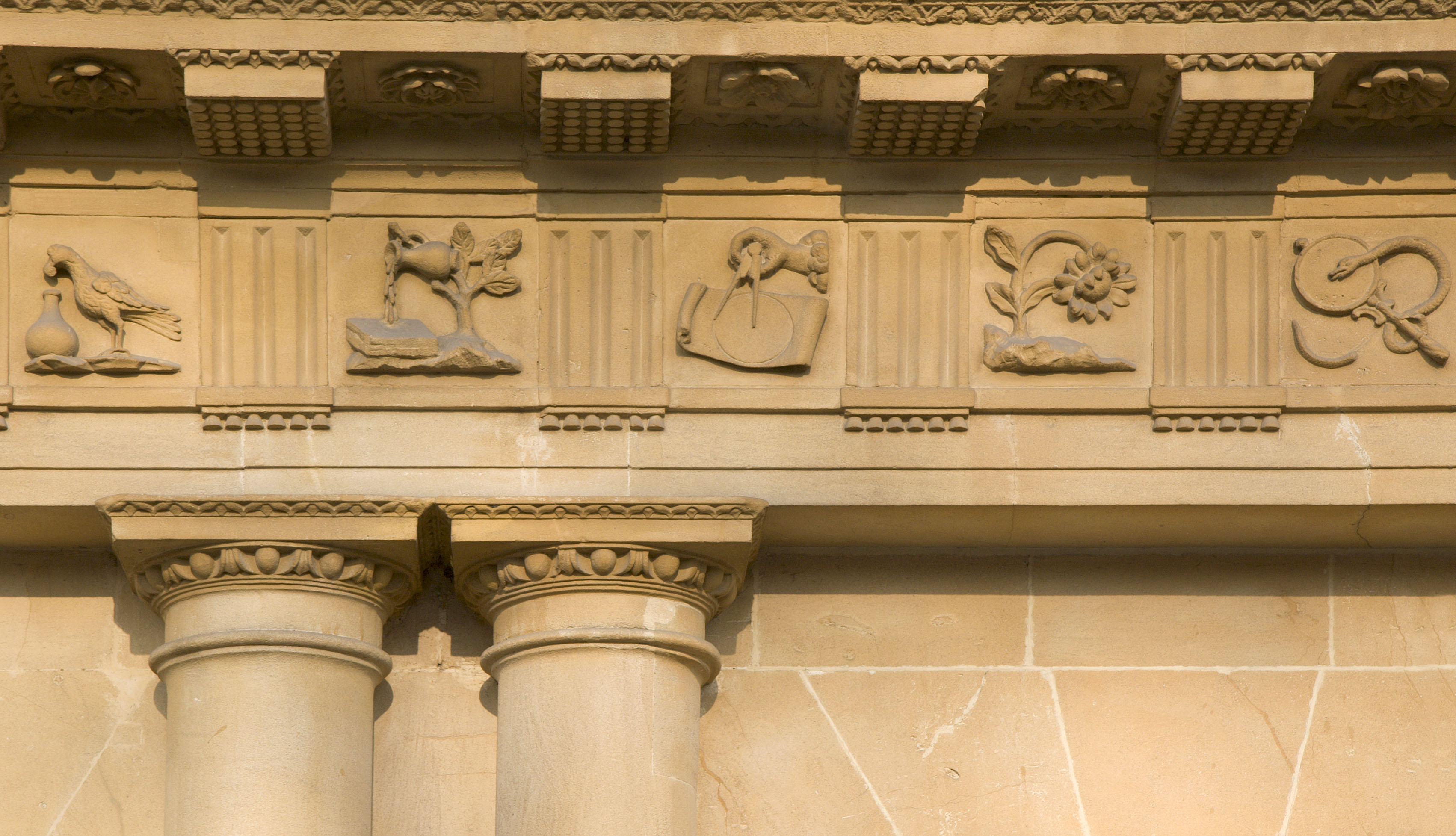
Detall dels emblemes usats al Royal Circus.
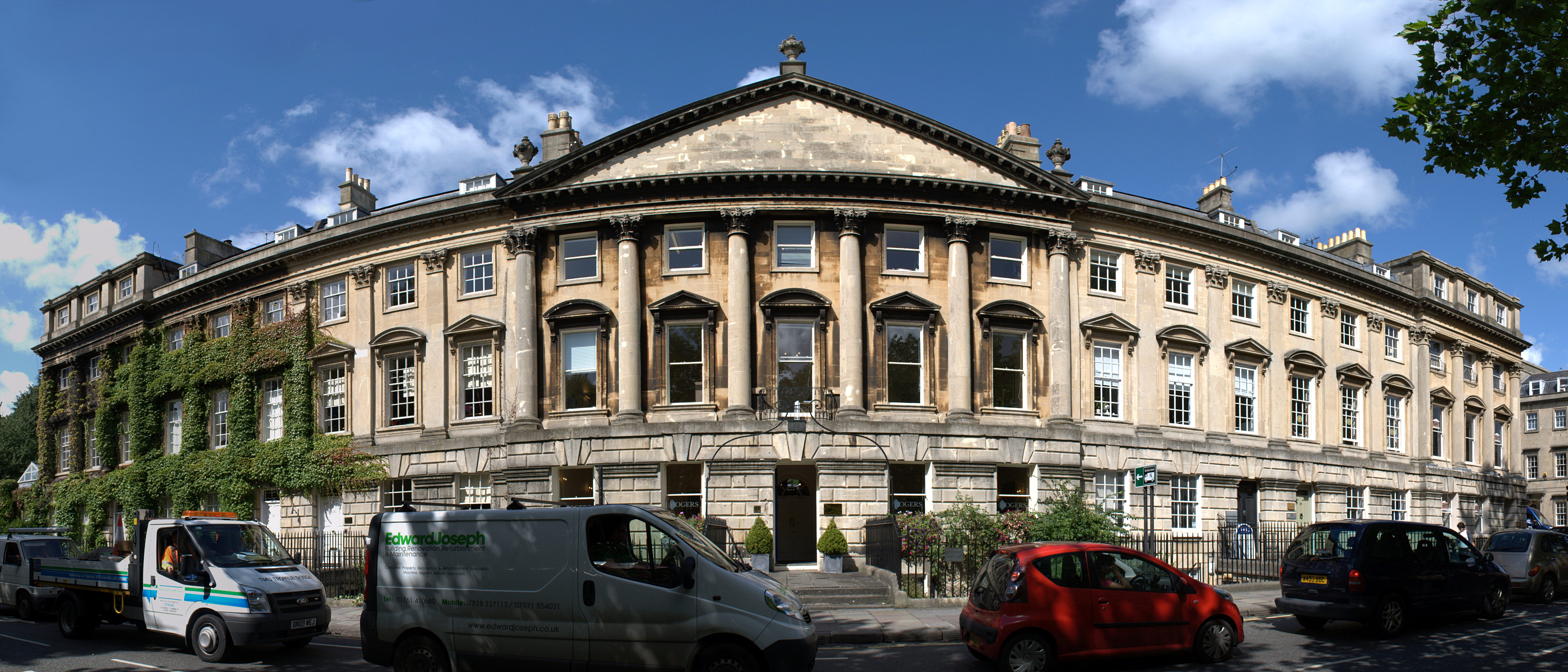
Queen Square, Nord, Bath (1728-36)
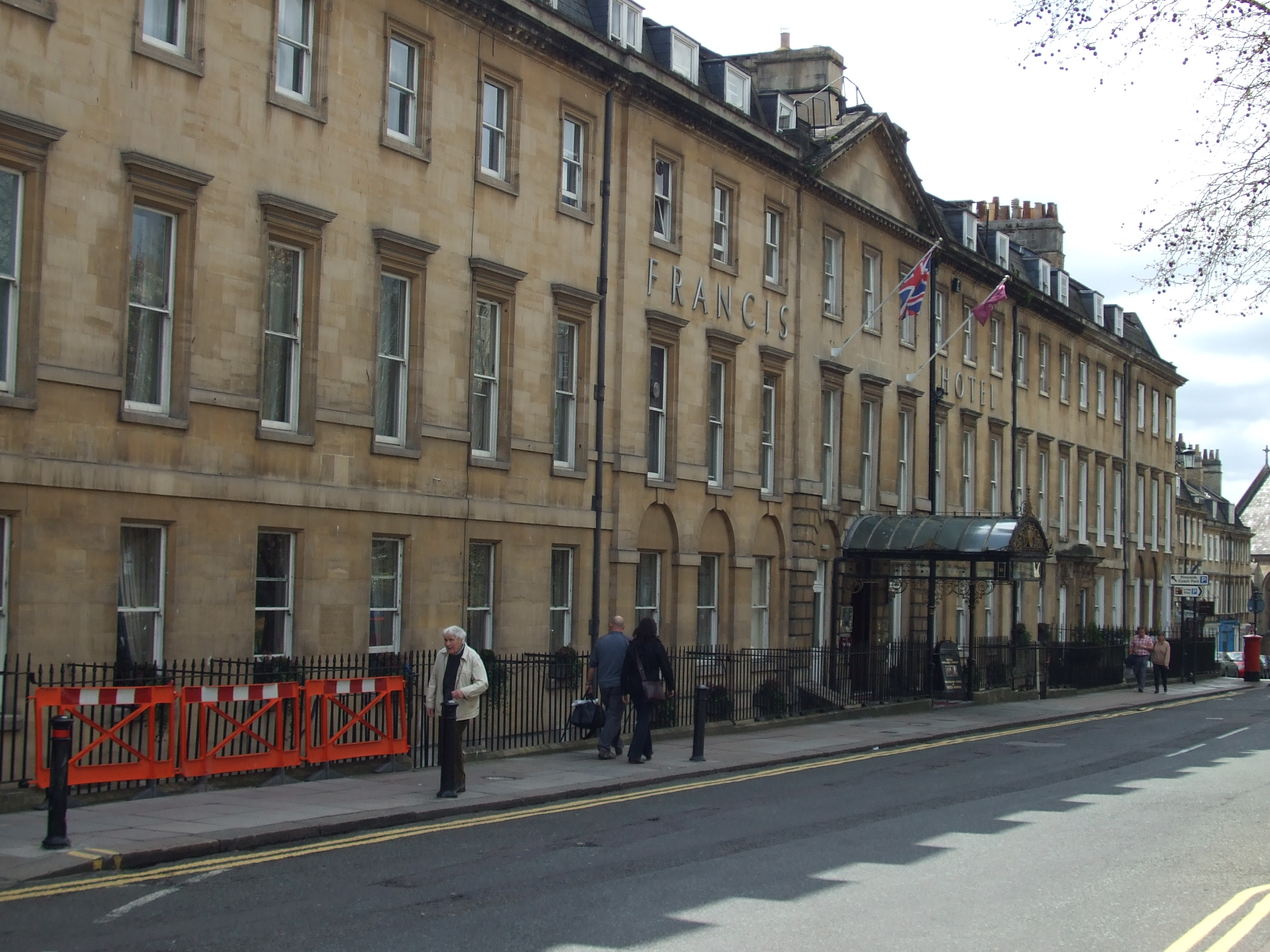
Queen Square, Sud, Bath (1728-36)
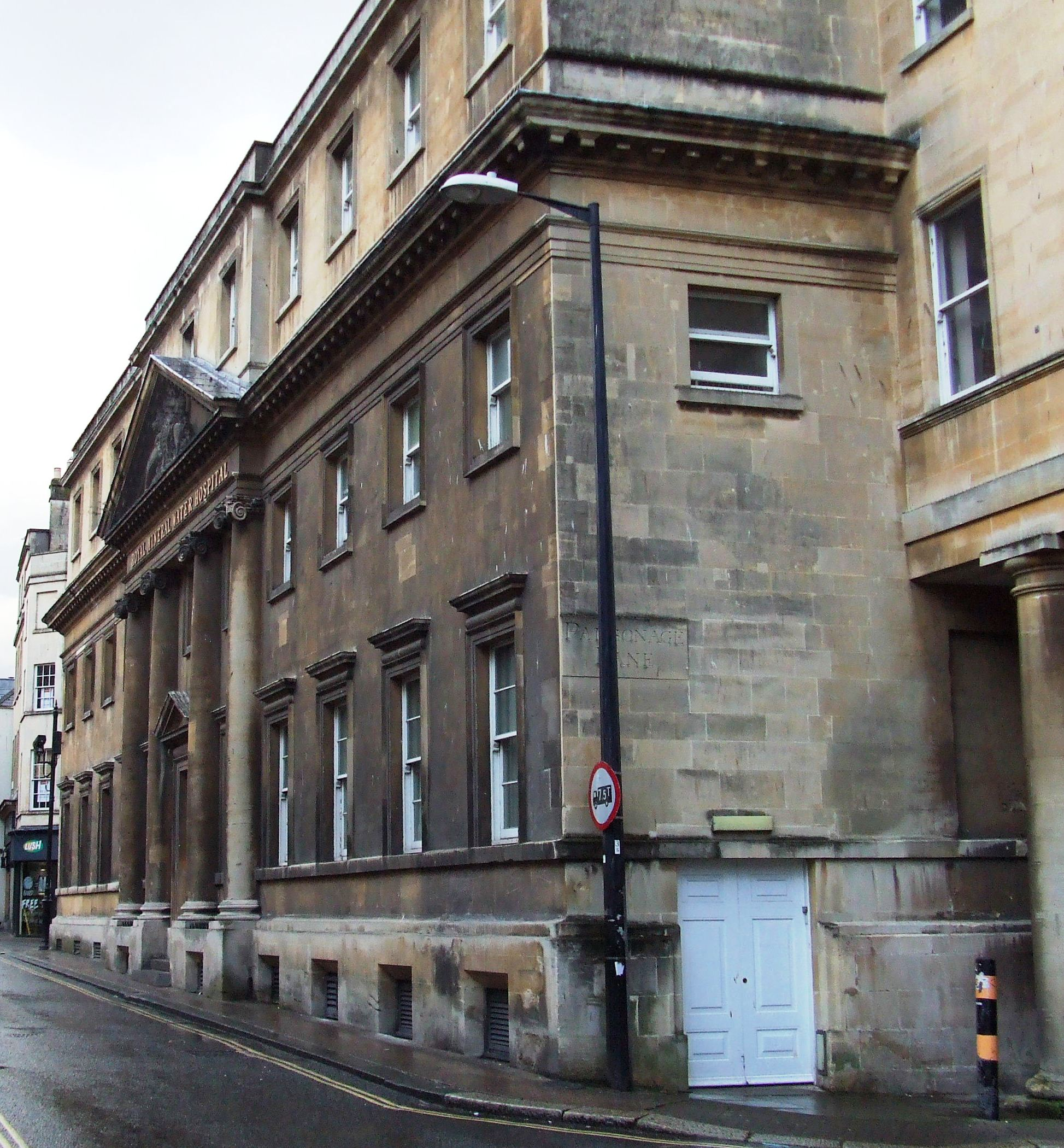
Reial Hospital d'aigua mineral, Bath (1738-42)
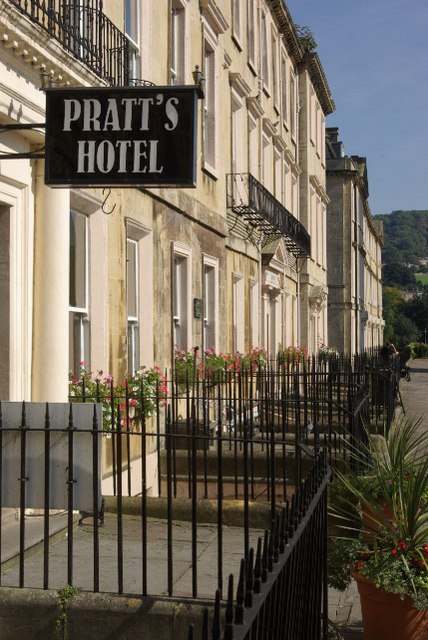
South Parade, Bath (1743-48)
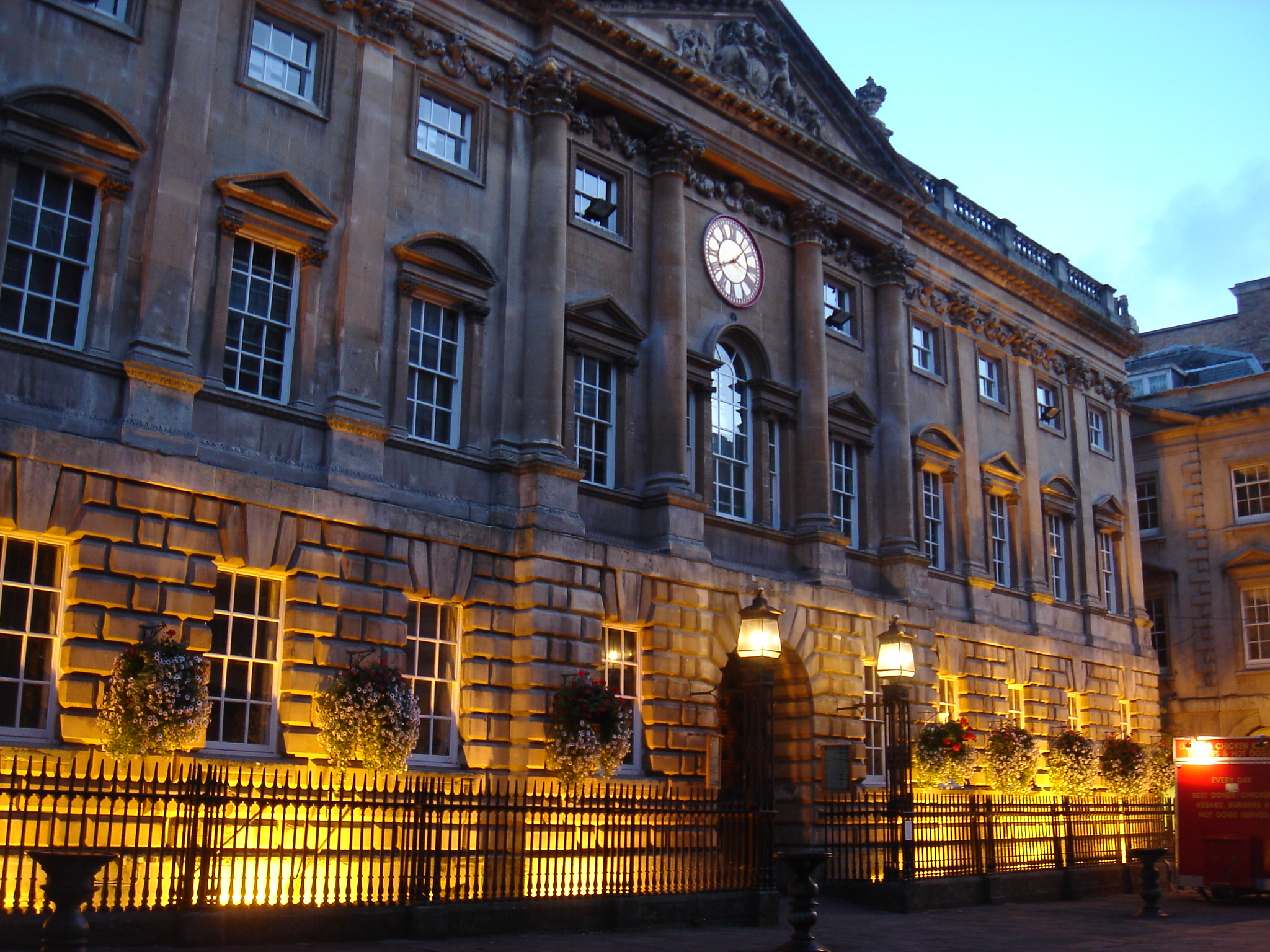
Borsa de Bristol (1741-43)
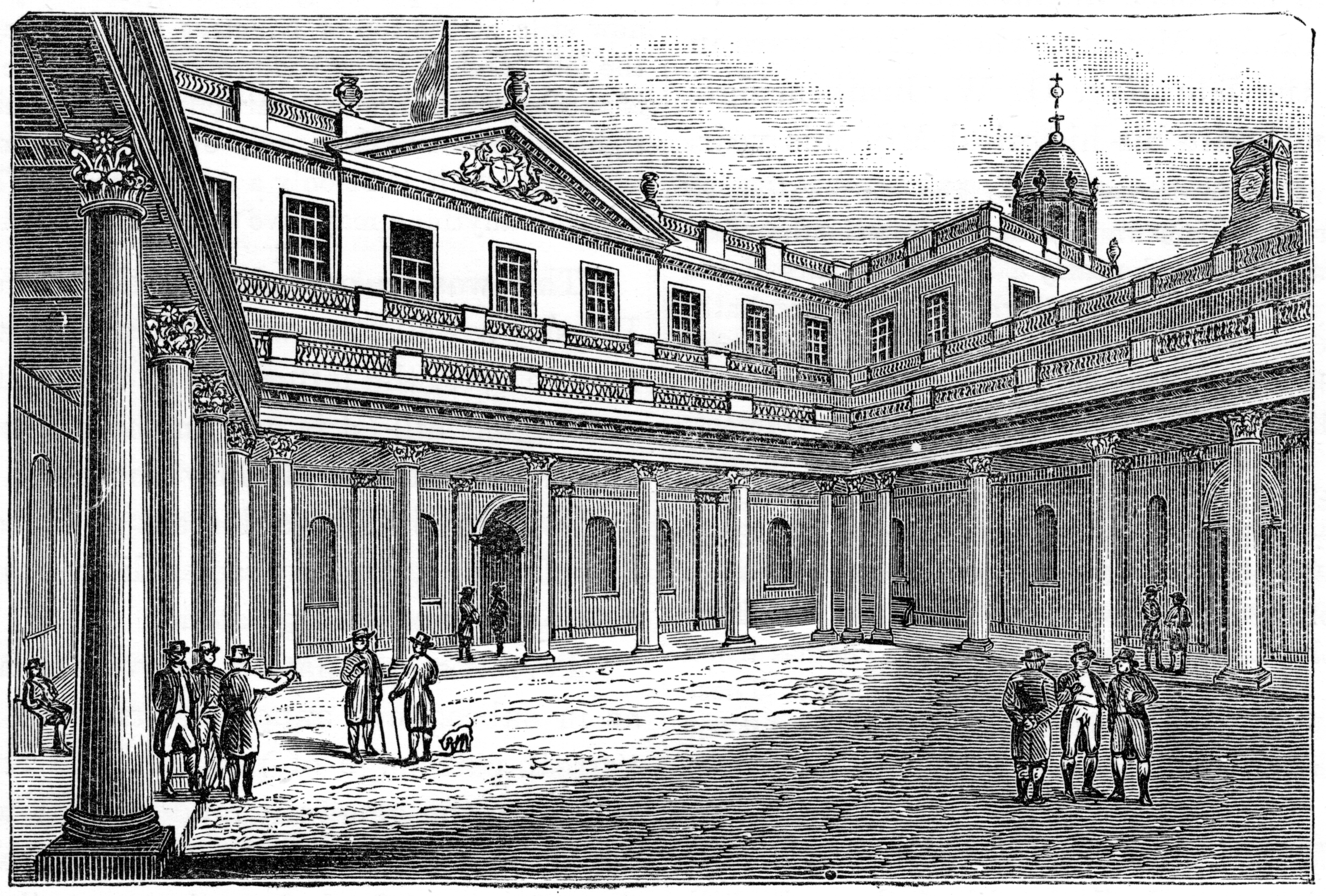
El pati de la borsa de Bristol (1741-43), una teulada va ser afegida al segle xix
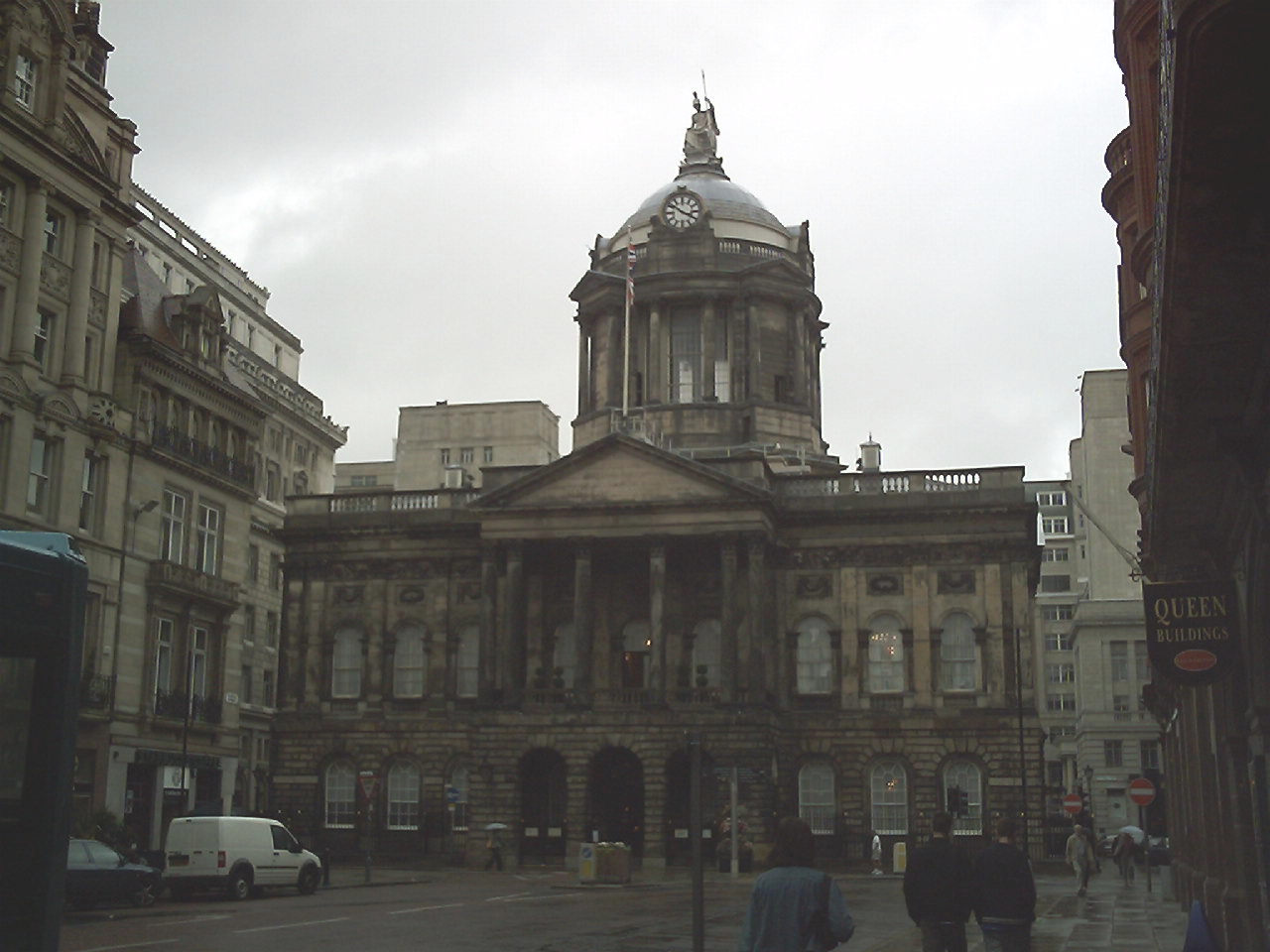
Ajuntament de Liverpool (1749-54)